# Se Guds Lamm, som borttager världens synd
Se Guds Lamm, som borttager världens synd är en psaltarpsalm med text från Johannesevangeliet 1:29 (omkväde) och Jesaja 53 (verser). Musiken är komponerad 1978 av Egil Hovland.

## Publicerad i
- Psalmer och Sånger 1987 som nummer 764 under rubriken "Psaltarpsalmer och andra sånger ur bibeln".[1]